# Michałowo (Wierciny)
Michałowo – nieofic. część wsi Wierciny w Polsce położona w województwie pomorskim, w powiecie nowodworskim, w Nowy Dwór Gdański.
Miejscowość nie występuje w wykazie miejscowości, leży na obszarze Wielkich Żuław Malborskich nad Nogatem. W pobliżu miejscowości znajduje się Śluza Michałowo.
W latach 1975–1998 miejscowość administracyjnie należała do województwa elbląskiego.
Inne miejscowości o nazwie Michałowo